# Magdeburgska halvkloten

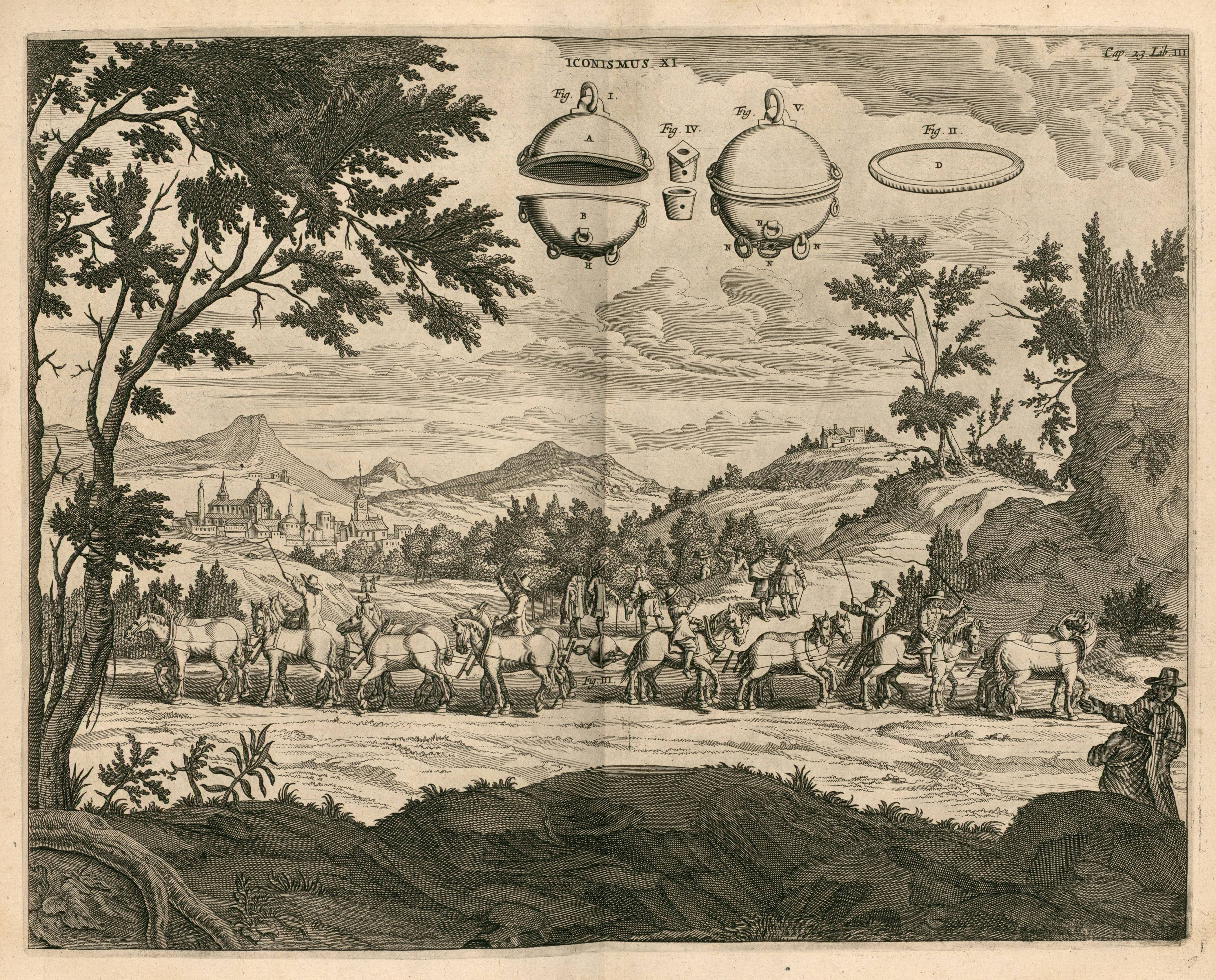
Teckning av Otto von Guerickes experiment av Gaspar Schott

De magdeburgska halvkloten var ett par stora hemisfärer av koppar med tätande flänsar. Efter att flänsarna tätats med fett och luften pumpats ut, skapades ett såpass stort vakuum att två hästspann, med upp till 15 hästar i varje, inte klarade att dra isär halvkloten.
De magdeburgska halvkloten utformades av den tyske forskaren och borgmästaren i Magdeburg Otto von Guericke år 1654, för att demonstrera luftpumpen som han hade uppfunnit och vakuumets kraft. Det första kända lyckade konstgjorda vakuumet hade skapats ett par år tidigare av Evangelista Torricelli och inspirerade von Guericke att utforma världens första vakuumpump, som bestod av en kolv och cylinder med backventiler. Halvkloten blev populära i fysikföreläsningar som en tydlig illustration av vakuumkraften och används fortfarande i utbildningssammanhang. De ursprungliga halvkloten är bevarade i Deutsches Museum i München.

## Beskrivning

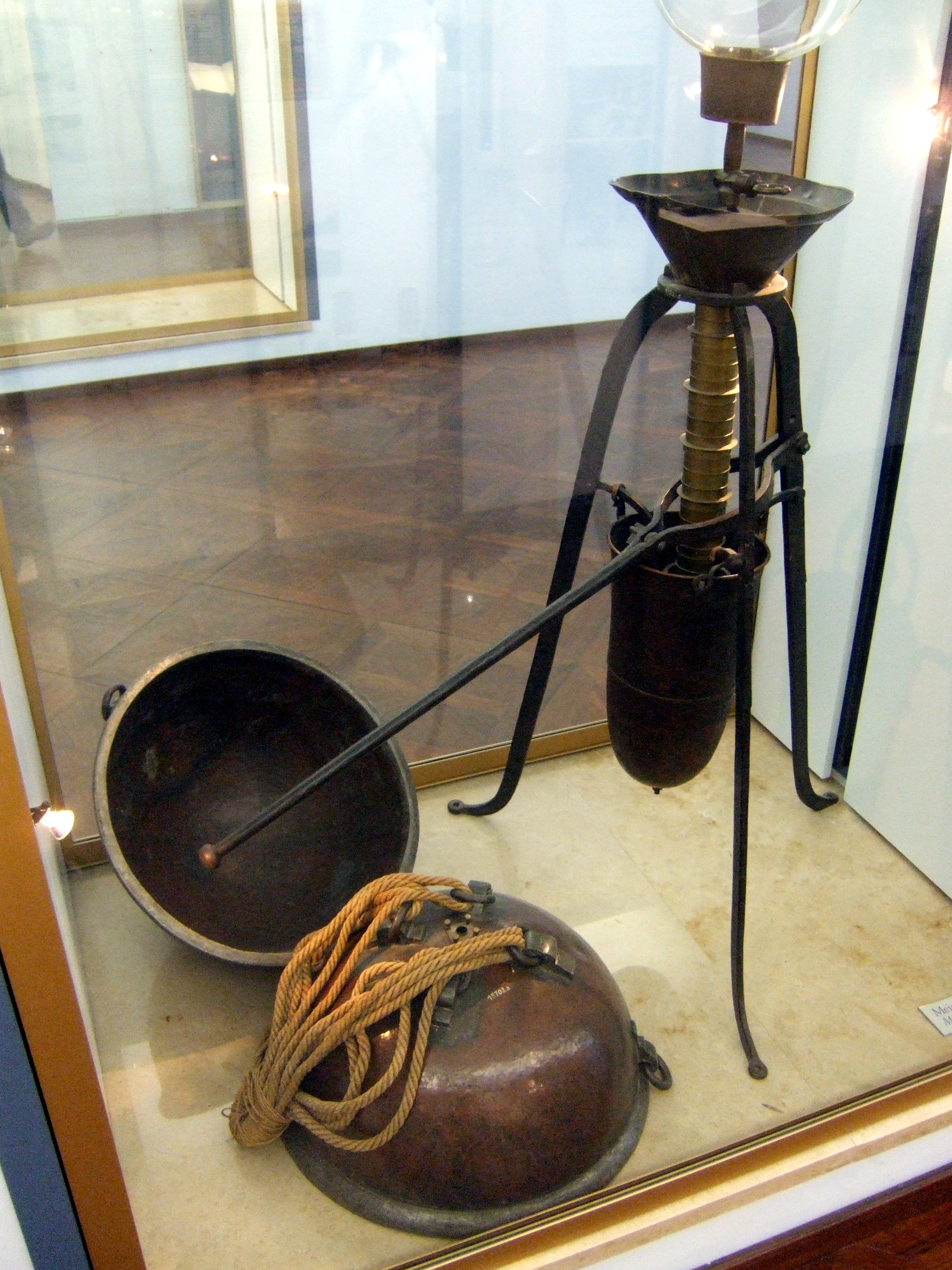
Magdeburgs originalklot och von Guerickes vakuumpump i Deutsches Museum i München.

De magdeburgska halvkloten var cirka 50 cm i diameter och var utformade för att demonstrera vakuumpumpen som von Guericke hade uppfunnit några år tidigare (1650). En av dem hade en röranslutning för att ansluta pumpslangen ihop med en ventil för att stänga tätt. Efter att luften hade sugits ut från halvkloten, och ventilen hade stängts, kunde pumpslangen tas bort och de hölls tätt samman med hjälp av omgivningens lufttryck.
Kraften som höll ihop halvkloten var lika med det område som avgränsas av halvkloten med en gemensam diameter på 50 cm, multiplicerat med skillnaden i lufttrycket mellan insida och utsida. Det är oklart hur stort undertryck von Guerickes pump kunde uppnå, men om teoretiskt all luft hade evakuerats skulle halvkloten hållits tillsammans med en kraft på cirka 20 000 N, vilket ungefär motsvarar att lyfta en bil eller en elefant.

## Demonstrationen

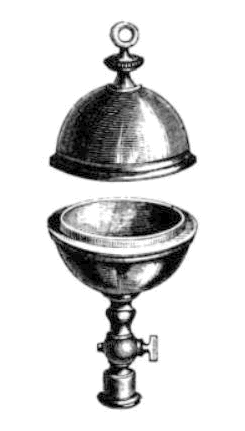
Mindre 4 tums halvklot från 1870

Von Guerickes demonstration utfördes den 8 maj 1654 framför riksdagshuset och kejsar Ferdinand III i Regensburg. Trettio hästar i två grupper om 15 kunde inte skilja halvkloten åt, förrän ventilen öppnades för att utjämna trycket. År 1656 upprepade han demonstrationen med 16 hästar (2 lag med 8) i sin hemstad Magdeburg, där han var borgmästare. De två halvkloten säkrades först med ett tillfälligt stöd, varvid luften sögs ut via ventilanslutningen. Sedan belastades kloten också med vikter, som dock inte kunde skilja dem. Gaspar Schott var den första att beskriva experimentet i tryck i hans Mechanica Hydraulico-Pneumatica från 1657. 1663 (enl. någon källa 1661) upprepades demonstrationen i Berlin för Fredrik Vilhelm I av Brandenburg med 24 hästar.
Experimentet blev ett populärt sätt att illustrera vakuumprinciper och många mindre kopior av hemisfärerna gjordes och används fortfarande i utbildningssyfte inom naturvetenskap. Rekonstruktioner av von Guerikes experiment från 1654 utförs på platser runt om i världen av Otto von Guericke Society. Den 18 mars 2000 gjordes en demonstration med 16 hästar i Great Torrington i Devon av Barometer World.
Experimentet har uppmärksammats på åtminstone två tyska frimärken.
Med utgångspunkt från Guerickes pump, som beskrev i Schotts bok, arbetade Robert Boyle med Robert Hooke med att konstruera en bättre vakuumpump. Från experiment gjorda med den vakuumpumpen, formulerade de Boyles lag: som säger att volymen av en kropp av en ideal gas är omvänt proportionell mot dess tryck. Boyles lag ingår också i den ideala gaslagen.